# Hugo Camacho
Pour les articles homonymes, voir Camacho.
Gomes Camacho est un nom portugais ; le premier nom de famille (d'usage facultatif) est Gomes et le second est Camacho.
Pas d'image ? Cliquez ici

a Compétitions nationales et continentales officielles uniquement.

b Matchs officiels uniquement.
Dernière mise à jour le 23 juillet 2025.
Hugo Camacho, né le 27 mai 2004 à Bayonne (Pyrénées-Atlantiques), est un joueur international portugais de rugby à XV. De nationalités portugaise et française, il joue au poste de demi de mêlée au sein de l'AS Béziers, en Pro D2.
Il obtient la nationalité portugaise en 2023.

## Biographie

### Jeunesse et formation
Hugo Camacho voit le jour le 27 mai 2004 à Bayonne, sous-préfecture du département français des Pyrénées-Atlantiques, et grandit à Soustons, dans les Landes. Il commence la pratique du rugby à XV dès l'âge de cinq ans au sein du club local de l'AS Soustons, et pratique également la pelote basque à un niveau compétitif, remportant le championnat des Landes en 2019. Sous le maillot de l'entente Rassemblement Côte Sud Landes et alors licencié avec l'US Tyrosse, il est sacré champion de France cadets en 2019. Il évolue initialement à plusieurs postes des lignes arrière (arrière, centre, ouvreur) avant de se fixer au poste de demi de mêlée.
Repéré par l'Aviron bayonnais, il intègre le centre de formation du club basque en 2021. Il poursuit sa formation sportive et scolaire au lycée Cassin de Bayonne. Camacho évolue avec les équipes Crabos puis espoirs de l'Aviron bayonnais. Il participe à plusieurs phases finales et remporte, en 2023, le championnat de France junior de rugby à  sept. Il dispute également le Supersevens 2023 avec l'équipe de Bayonne.

### Découverte du haut niveau
Le 6 mai 2023, il fait ses débuts professionnels avec l'équipe première de l'Aviron bayonnais, en Top 14, lors d’une défaite 53 à 19 au Lyon OU,. Il est titularisé au poste de demi de mêlée à 19 ans, pour sa seule apparition sous le maillot bayonnais.
Hugo Camacho obtient sa première sélection en équipe du Portugal le 3 février 2024, lors de la première journée du Championnat d'Europe face à la Belgique. Entré en jeu à la 48e minute en remplacement de Pedro Lucas (en), il devient à 19 ans l'un des nouveaux visages de la sélection portugaise en reconstruction après la Coupe du monde 2023.
En juin 2024, en fin de contrat à l'Aviron bayonnais, il rejoint l'AS Béziers en Pro D2 sur recommandation du soustonnais Francisco Fernandes, après s'être illustré avec la sélection portugaise. Initialement troisième dans la hiérarchie au poste de demi de mêlée, il bénéficie de l'absence prolongée de Samuel Marques pour obtenir du temps de jeu. Le 20 juillet 2024, avec les Lobos, il participe à la lourde défaite face à l'Afrique du Sud. Cette rencontre historique constitue la première confrontation entre les deux nations.
Durant la saison 2024-2025, en septembre 2024, il participe à la Rugby Europe Super Cup avec les Lusitanos XV. Avec l'AS Béziers, il participe à onze matchs (dont deux titularisations) de Pro D2.

## Vie privée
En 2015, Hugo Gomes Camacho est élu maire du conseil municipal des jeunes de la ville de Soustons.
Admirateur du demi de mêlée sud-africain naturalisé français Rory Kockott, il s'en inspire pour façonner son propre style de jeu.
D'origine portugaise par son père et ses grands-parents paternels, tous trois nés à Funchal, sur l'île de Madère, il obtient la nationalité portugaise en 2023. Avant sa première convocation avec l'équipe nationale portugaise, il n'a jamais séjourné au Portugal. Il découvre le pays à l'occasion du stage préparatoire au stade national du Jamor, le 29 janvier 2004 .

## Palmarès

### En club
- Vainqueur du Championnat de France cadets en 2021 avec le Rassemblement Côte Sud Landes.
- Vainqueur du Championnat de France juniors de rugby à sept en 2023 avec l'Aviron bayonnais.

### En équipe nationale
- Finaliste du Championnat d'Europe en 2024 avec l'équipe du Portugal.